# Peter Jaroš
Peter Jaroš (ur. 22 stycznia 1940 w Hybiu) — słowacki pisarz, dramaturg, prozaik i scenarzysta.
Jest absolwentem filologii słowackiej i rosyjskiej Uniwersytetu Komeńskiego w Bratysławie. Po studiach był redaktorem w czasopiśmie „Kultúrny život”, po czym pracował w radiu Československý rozhlas. Od 1972 skupił się na pisarstwie i tworzeniu scenariuszy.

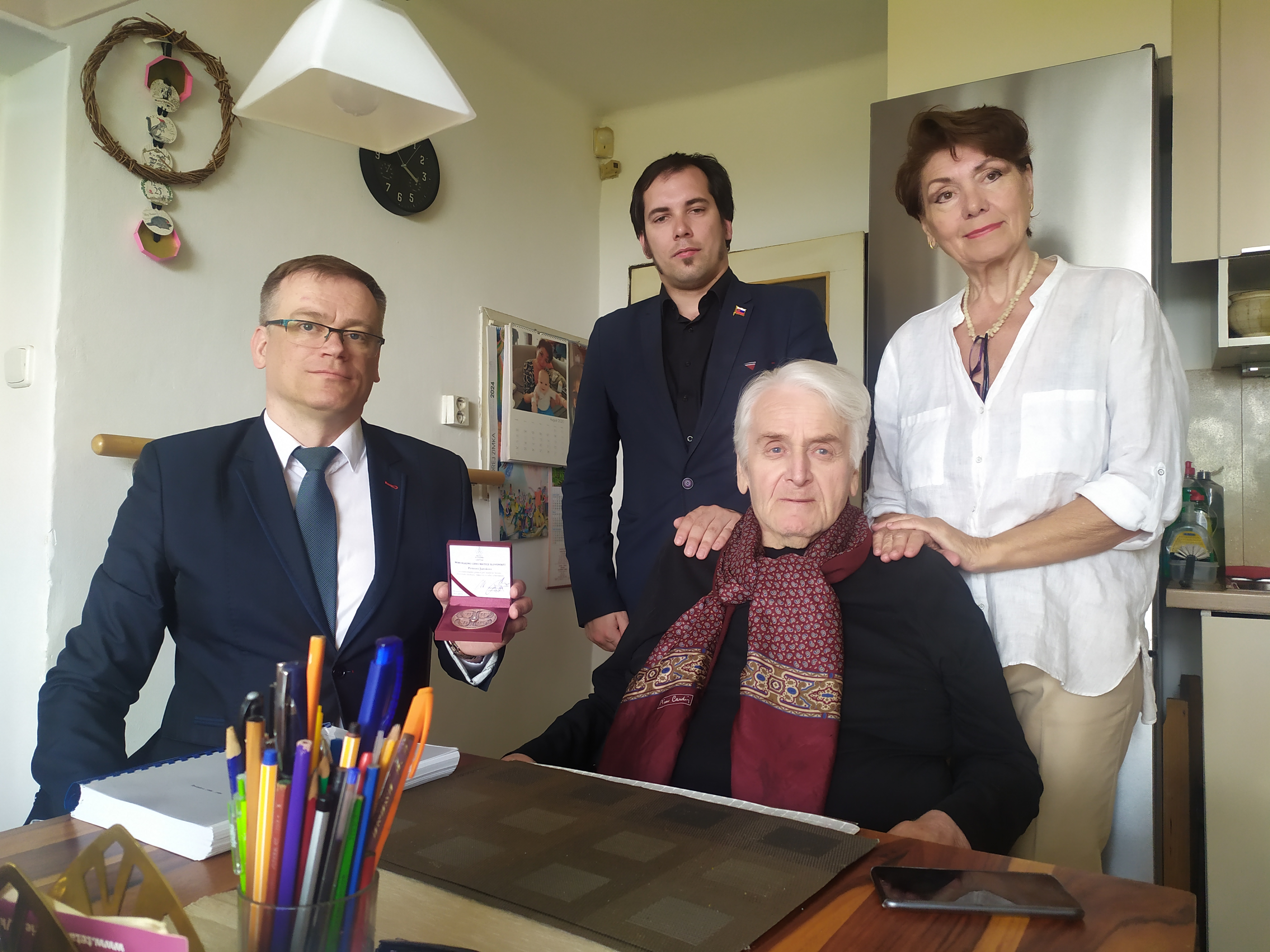
Pisarz, dramatopisarz i scenarzysta filmowy Peter Jaroš otrzymuje Nadzwyczajną Nagrodę Macierzy Słowackiej za wkład w ruch Maticy, kulturę słowacką, kulturę filmową i literaturę

W latach 1992–1994 sprawował funkcję posła.

## Wybrana twórczość
- Popoludnie na terase (1963, Popołudnie na tarasie)[2]
- Urob mi more (1964, Stwórz mi morze)[2]
- Zdesenie (1965)[2]
- Váhy (1966)[2]
- Tisícročná včela (1979, Tysiącletnia pszczoła)[2]